# Fumei
Fumei è un cognome di lingua italiana.

## Varianti
Fomei, Fumai, Fumani, Fumelli, Fumeo, Fumi, Fumian, Fumiani, Fumich, Fumis, Fumo, Fumolo.

## Origine e diffusione
Cognome tipico del Triveneto, compare anche in Lombardia.
Potrebbe derivare da un ipocoristico di Bartolomeo ed essere quindi variante di Bartolomei, ma anche costituire un'abbreviazione del cognome Tommasei.